# Costante fisica
Una costante fisica è una grandezza fisica oppure un numero adimensionale che è universale in natura e indipendente dall'istante e dal luogo in cui viene misurata (costante di natura). A differenza di una costante matematica (adimensionale), una costante dimensionale è sempre eliminabile dalle equazioni, a patto di scegliere un sistema di unità naturali. Rimangono molte costanti dimensionali nelle equazioni fondamentali della fisica. Le costanti sono prevalentemente grandezze dimensionate, anche se ci sono esempi di costanti matematiche, come per esempio il rapporto tra la masse del protone e la massa dell'elettrone o la costante di struttura fine. Sono spesso legate ad un'interpretazione di un fenomeno, oppure assumono significato specifico all'interno del modello teorico che le definisce.

## Costanti dimensionali
Il valore numerico delle costanti fisiche dimensionali dipende dal sistema di unità di misura usato, per esempio il Sistema Internazionale o il Sistema CGS. Tali sistemi scelgono arbitrariamente come unità grandezze che non rappresentano la misura di un fenomeno fisico universalmente valido, ma grandezze "comparabili" con quelle dell'esperienza umana; nella definizione delle unità di misura "umane" sulla base di fenomeni fisici universali sono introdotti dall'uomo coefficienti arbitrari, come per esempio il numero 9192631770 nella definizione di secondo, coefficienti che hanno lo scopo di avere a disposizione un'unità di misura "maneggevole".
Risulta pertanto evidente che i valori numerici delle costanti fisiche espressi in unità di misura che hanno un elemento di arbitrarietà introdotto dall'uomo, come per esempio quello della velocità della luce c espresso in metri al secondo (299792458), non sono valori che le teorie fisiche possono predire.
Utilizzando dei sistemi di misura basati su "standard extraumani", come le unità naturali o quelle successivamente proposte da Max Planck, queste costanti invece non figurano.
I rapporti di grandezze fisiche simili non dipendono dal sistema di misura, quindi sono numeri puri il cui valore potrebbe essere predetto da una teoria fisica. Inoltre tutte le equazioni che descrivono leggi fisiche possono essere espresse senza l'uso di costanti fisiche dimensionali, mediante un processo chiamato adimensionalizzazione e usando solo costanti adimensionali. I fisici teorici tendono a considerare queste quantità adimensionali come costanti fisiche fondamentali. Tuttavia l'espressione costante fisica fondamentale è anche usata in altri modi. Per esempio il National Institute of Standards and Technology  la usa per riferirsi a qualsiasi costante universale che si ritiene essere costante, come la velocità dalla luce {\displaystyle c}.
La costante di struttura fine α è probabilmente la costante fisica fondamentale adimensionale più conosciuta. Non è noto perché assuma proprio il suo valore che è stato misurato e vale circa 1/137.035999. Molti tentativi sono stati fatti per derivare questo valore dalla teoria, ma nessuno ha avuto successo. Lo stesso vale per i rapporti delle masse delle particelle fondamentali, il più semplice {\displaystyle {m_{p}}/{m_{e}}} vale circa 1836.152673. Tuttavia nel XX secolo, con lo sviluppo della chimica quantistica, un vasto numero di costanti adimensionali sono state predette dalle teorie e quindi molti fisici teorici sperano di riuscire a spiegare in futuro i valori della costanti fisiche adimensionali.
Se le costanti fisiche avessero valori diversi l'universo sarebbe molto diverso da come lo osserviamo. Per esempio un piccolo cambiamento di pochi punti percentuali del valore della costante di struttura fine sarebbe sufficiente per eliminare stelle come il Sole. Questo ha portato alla formulazione del principio antropico come spiegazione del valore delle costanti adimensionali.

## Quanto le costanti fisiche sono costanti?
Alcuni scienziati hanno speculato che le costanti fisiche possano variare con l'età dell'universo. Nessun esperimento scientifico ha potuto falsificare l'ipotesi di costanza nel tempo, ma si è riusciti a porre un limite superiore alla variazione massima relativa, per esempio circa 10−5 per anno per la costante di struttura fine e 10−11 per la costante di gravitazione universale.
Paul Dirac nel 1937 ipotizzò che la "costante" di gravitazione universale {\displaystyle G} fosse inversamente proporzionale all'età dell'universo; questa ipotesi fu dimostrata inattendibile nel 1948 da Edward Teller, poiché avrebbe comportato nel passato che la Terra fosse molto più calda e che gli oceani sarebbero stati in ebollizione fino a 200/300 milioni di anni fa, quindi la vita come la conosciamo non sarebbe apparsa.
George Gamow suggerì successivamente che la carica elementare {\displaystyle e} crescesse proporzionalmente alla radice quadrata dell'età dell'universo, ma anche questa ipotesi fu scartata poiché il valore di {\displaystyle e} in passato sarebbe stato troppo piccolo per consentire la nascita di stelle come il Sole.

## Principio antropico
Alcuni fisici hanno calcolato che se alcune costanti fisiche fossero leggermente diverse il nostro universo sarebbe radicalmente diverso, tale che una forma di vita intelligente analoga alla nostra probabilmente non si sarebbe potuta sviluppare. Il principio antropico debole afferma che solo grazie al fatto che le costanti fisiche assumono certi valori è possibile che si sviluppi la vita intelligente che è in grado di osservare la natura e di ricavare i valori delle costanti.
Per esempio per il processo tre alfa le costanti che determinano la forza elettromagnetica e la forza nucleare devono stare in un ridotto corridoio di variazione affinché l'abbondanza relativa di carbonio e ossigeno prodotta all'interno delle stelle non sia totalmente sbilanciata dall'una o dall'altra parte.
In merito alle costanti fondamentali il principio antropico è basato soprattutto su un'argomentazione statistica per cui è estremamente improbabile che:
- una variabile continua cada nell'unico intervallo di valori ammissibili per la vita;
- cada in un intervallo che è infinitamente piccolo, ossia "centri" il valore necessario per la vita con una precisione infinitesima;
- un evento così improbabile si ripeta ben cinque volte, per ogni costante fondamentale, sembrando queste costanti eventi indipendenti, non legati ad oggi da una relazione fisica unificante.

Il principio antropico può essere poi esteso all'evoluzione dell'universo rilevando i numerosi passaggi biologici e chimici indispensabili alla vita, che potevano non avvenire o verificarsi in diversa sequenza e tempistiche, in modo da compromettere la stessa comparsa di forme viventi.
Tale numero di universi possibili è infinito per chi ritiene un'evoluzione casuale; finito o ridotto al limite ad uno, per chi pensa a un prevalente determinismo delle leggi fisiche.
La teoria fisica non deduce per via teorica un valore di queste costanti, né un intervallo in cui esso deve essere compreso, né delle relazioni quantitative fra di esse. Non è poi stato dimostrato che si tratta di grandezze discrete, ovvero che possiedono un numero finito di valori ammissibili, fra i quali quello misurato negli esperimenti. La probabilità che una variabile continua assuma un valore fra infiniti possibili è statisticamente zero.
L'interrogativo si apre quanto più questo fatto si verifica su un numero non trascurabile di costanti fondamentali che sembrano indipendenti, e con una precisione infinitesimale di queste. La probabilità che tante costanti (discrete, o ancor più, se continue) indipendenti, assumano il valore atteso per la vita intelligente, è pari al loro prodotto, e decresce rapidamente a zero.
L'unificazione delle forze della fisica spera di spiegare le leggi fisiche deducendole da un'unica legge fondamentale, e di conseguenza, di ricondurre tutte le costanti ad una. In questo modo, il valore favorevole alla vita e la precisione millesimale delle costanti sarebbero giustificati con un solo numero, senza la "frequenza anomala" che ad oggi viene registrata.
Altri fisici postulano una teoria degli infiniti universi, governati dalle stesse leggi fisiche del nostro universo, ma con valori differenti delle costanti. Un infinito numero di universi (finiti) potrebbe esplorare tutti i valori ammissibili delle costanti fondamentali, e quello in cui viviamo, essere l'unico dei tanti favorevole alla vita. La teoria ammette implicitamente che esiste un grado di indeterminismo nelle costanti fondamentali, le quali possono assumere un numero finito/infinito di valori ammissibili.
La teoria degli infiniti universi ha un limite nel postulato di semplicità e uniformità della scienza newtoniana, perché per spiegare un universo con vita intelligente, postula l'esistenza di infinite altre realtà non ancora misurate.

## Tabella di costanti fisiche
Di seguito sono riportate denominazioni e valori misurati di varie costanti fisiche.
| Grandezza                                  | Simbolo usuale               | Valore                       | unità       | legge fisica in cui spesso compare     |
| ------------------------------------------ | ---------------------------- | ---------------------------- | ----------- | -------------------------------------- |
| Velocità della luce nel vuoto              | c                            | 299 792 458                  | m·s−1       | Equaz.di Maxwell                       |
| Costante dielettrica del vuoto             | ε0                           | 8,854 187 817... × 10−12     | F·m−1       | Equaz.di Maxwell                       |
| Permeabilità del vuoto                     | μ0                           | 4π × 10−7                    | T·m·A−1     | Equaz.di Maxwell                       |
| Costante di gravitazione universale        | G                            | 6,672 59(85) × 10−11         | N·m2·kg−2   | Legge di gravitazione universale       |
| Costante di Planck                         | h                            | 6,626 070 15 × 10−34         | J·s         | Effetto fotoelettrico                  |
| Carica elementare                          | e                            | 1,602 176 634 × 10−19        | C           |                                        |
| Massa a riposo dell'elettrone              | me                           | 9,109 381 88(72) × 10−31     | kg          |                                        |
| Massa a riposo del protone                 | mp                           | 1,672 621 58(13) × 10−27     | kg          |                                        |
| Massa a riposo del neutrone                | mn                           | 1,674 927 16(13) × 10−27     | kg          |                                        |
| Unità di massa atomica                     | 1 amu                        | 1,660 538 73(13) × 10−27     | kg          |                                        |
| Numero di Avogadro                         | L oppure NA                  | 6,022 140 76 × 1023          | mol−1       |                                        |
| Costante di Boltzmann                      | k                            | 1,380 649 × 10−23            | J·K−1       | Legge dei gas                          |
| Costante di Faraday                        | F                            | 9,648 534 15(39) × 104       | C·mol−1     |                                        |
| Costante dei gas                           | R                            | 8,314 472(15)                | J·K−1·mol−1 |                                        |
| Costante di struttura fine                 | α                            | 7,297 352 533(27) × 10−3     |             |                                        |
| Raggio di Bohr                             | a0                           | 5,291 772 083(19) × 10−11    | m           |                                        |
| Costante di Rydberg                        | R∞                           | 1,097 373 156 8549(83) × 107 | m−1         |                                        |
| Magnetone di Bohr                          | μB                           | 9,274 008 99(37) × 10−24     | J·T−1       |                                        |
| Volume molare per gas ideale a 1 bar, 0 °C |                              | 22,710 981(40)               | L·mol−1     |                                        |
| Energia di Hartree                         | Eh                           | 4,359 743 81(34) × 10−18     | J           |                                        |
| Momento magnetico dell'elettrone           | μe                           | -9,284 763 62(37) × 10−24    | J·T−1       |                                        |
| Momento magnetico del protone              | μp                           | 1,410 607 61(47) × 10−26     | J·T−1       |                                        |
| Magnetone nucleare                         | μN                           | 5,050 786 6(17) × 10−27      | J·T−1       |                                        |
| Rapporto giromagnetico del protone         | γp                           | 2,675 221 28(81) × 108       | s−1·T−1     |                                        |
| Costante di Stefan-Boltzmann               | σ                            | 5,670 374 419 ... × 10−8     | W·m−2·K−4   | Legge di Stefan-Boltzmann (corpo nero) |
| Prima costante di radiazione               | c1                           | 3,741 774 9(22) × 10−16      | W·m2        |                                        |
| Seconda costante di radiazione             | c2                           | 1,438 769 (12) × 10−2        | m·K         |                                        |
| Costante di Wien (energia)                 | {\displaystyle b_{energia}}  | 2,897 7685(51) × 10−3        | m·K         | Legge di Wien (corpo nero)             |
| Costante di Wien-Bonal (entropia)          | {\displaystyle b_{entropia}} | 3,002 9152(05) x 10−3        | m·K         |                                        |